# Edward Maitland Wright
Pour les articles homonymes, voir Edward Wright (homonymie), Maitland et Wright.
Sir Edward Maitland Wright est né le 13 février 1906 à Farnley (en) (près de Leeds) et décédé le 2 février 2005 à Reading. C'est un mathematicien britannique principalement connu pour sa collaboration dans l'écriture d'ouvrages avec Godfrey Harold Hardy.

## Enseignement et recherche
Après avoir obtenu en autodidacte une licence avec mention Très-bien à l'université de Londres, il étudie au Jesus College d'Oxford. Sa carrière de mathématicien dure de 1931 au début des années 1980. Il est professeur à l'université d'Aberdeen entre 1936 et 1962, puis principal jusqu'en 1976. En reconnaissance de ses services, on a baptisé de son nom un bâtiment de cette université. Edward Maitland Wright a travaillé dans différents domaines, comme la théorie des nombres ou la théorie des graphes, et il publie plus de cent articles. La plupart traitent de théorie analytique des nombres.
Il est anobli en 1977, et récompensé par le prix Senior Berwick et la médaille d'or de l'ordre Polonia Restituta en 1978.

## Sélection de publications
An Introduction to the Theory of Numbers, avec G. H. Hardy [détail des éditions]